# Nora Frey
Eleonore „Nora“ Frey (* 11. Dezember 1950 in Wien) ist eine österreichische Journalistin und Moderatorin.

## Leben
Nachdem Nora Frey ein Dolmetschstudium an der Universität Wien abgeschlossen hatte, lebte sie zwei Jahre in Australien. Danach war sie am Internationalen Institut für Angewandte Systemanalyse (IIASA) in Laxenburg in der Presseabteilung beschäftigt. Sie gewann einen ORF-Wettbewerb und arbeitete von 1979 bis 2001 als Journalistin, vor allem beim Österreichischen Rundfunk (ORF), der Kronen Zeitung und anderen Printmedien. Zu den von ihr moderierten Sendungen gehörten unter anderen die Radiosendungen Ö3-Wecker, Ö3-Freizeichen und Radio Holiday. Weiters war sie Redakteurin beim englischsprachigen Sender Blue Danube Radio. Im Fernsehen war sie unter anderem Moderatorin der ORF-Sendungen Wurlitzer und Seitenblicke, Kommentatorin einiger Wiener-Opernball-Übertragungen und Chefredakteurin der TV-Talkshow Treffpunkt Wien. Sie spielte im Kaisermühlen Blues und gewann das Goldene Mikrofon für eine Hörfunk-Reportage über das Robbenschlachten in Alaska. Nora Frey berät auch mit ihrer Firma „Nora Frey Consulting und Veranstaltungs e.U.“ in Kommunikationsfragen, ist als Medientrainerin tätig und Lektorin an der Theresianischen Militärakademie in Wiener Neustadt.
Nora Frey hat einen Sohn (* 1974) aus erster Ehe. In dritter Ehe war Frey von 1990 bis 2010 mit dem österreichischen Journalisten und Sportkommentator Heinz Prüller verheiratet. Sie betrieb einige Jahre als Hobby einen Weinhandel, den sie von ihren Großeltern, den Betreibern der „Weinkellerei Freya“, übernommen hat. 2009 hatte Frey, selbst PADI Divemaster, in Ägypten einen schweren Tauchunfall, 2010 überlebte sie als Passagierin in Andalusien/Spanien nur knapp den Absturz und die folgende Explosion eines Tragschraubers des Typs AutoGyro Calidus.
Von 2014 bis 2017 betrieb sie das Restaurant Frey in Klosterneuburg in einem von ihr restaurierten historischen Haus, erstmals 1339 erwähnt.

## Werke
- Nora Frey: Ö3. Die Story. Ueberreuter, 1988, ISBN 3-8000-9035-X
- Nora Frey: Grimaldi: Jetzt rede ich. Promi-Hunde packen aus. Orac, 1999, ISBN 3-7015-0420-2